# 1328
Évszázadok: 13. század – 14. század – 15. század
Évtizedek: 1270-es évek – 1280-as évek – 1290-es évek – 1300-as évek – 1310-es évek – 1320-as évek – 1330-as évek – 1340-es évek – 1350-es évek – 1360-as évek – 1370-es évek
Évek: 1323 – 1324 – 1325 – 1326 –  1327 – 1328 – 1329 – 1330 – 1331 – 1332 – 1333

## Események

### Határozott dátumú események
- január 17. – IV. Lajos német-római császárrá koronázása. (1347-ig uralkodik.)
- január 24. – III. Eduárd angol király Yorkban feleségül veszi Hainault-i Filippát.[1]
- február 1.
  - II. Johanna navarrai királynő trónra lépése. (1349-ig uralkodik.)
  - IV. Károly francia király halálával kihal a Capeting-ház.[2] (Április 1-jén Valois Fülöpöt királlyá koronázzák, így ő lesz a Valois-ház első uralkodója.)
- május 1. – A skót függetlenségi háborút lezáró edinburgh-northamptoni békében Anglia elismeri Skócia függetlenségét.
- május 15. – IV. (Bajor) Lajos pápává kornáztatja V. Miklós ellenpápát.[3]
- május 24. – II. Andronikosz bizánci császár lemond a trónról unokája III. Andronikosz javára, aki ezután egyeduralkodó lesz. (1341-ig uralkodik.)
- június 3. – Károly Róbert királyi várossá nyilvánítja Kőszeget és megerősíti kiváltságait.[4]
- augusztus 26. – I. Lajos lesz Mantova ura. (1360-ig uralkodik.)
- november 27. – Károly Róbert kiváltságlevelet ad Körmöcbánya polgárainak.[5]

### Határozatlan dátumú események
- az év folyamán – 
  - Károly Róbert beavatkozik az Ottó osztrák herceg és fivére I. Frigyes osztrák herceg közötti küzdelembe.
  - Egy oklevélben először fordul elő Hévíz (Heu-wyz) település neve, amely a régi magyar szóhasználatban folyó meleg forrásvizet jelentett.[6]

## Születések
- október 21. – Hung-vu kínai császár a Ming-dinasztia alapítója († 1399)
- Go-Murakami japán császár  († 1368)
- John Wycliffe († 1384)

## Halálozások
- február 1. – IV. (Szép) Károly francia és navarrai király[7] (* 1294)